# Дом из зелёного стекла (книга)
«Дом из зелёного стекла» (англ. Greenglass House) — роман американской писательницы Кейт Милфорд, впервые опубликованный в 2014 году. Роман был награждён премией Эдгара Аллана По в категории «лучший детский роман», а также был номинирован на Национальную книжную премию и премию имени Андре Нортон. Книга попала в список бестселлеров по версии The New York Times.

## Сюжет
Главный герой — двенадцатилетний Майло Пайн. Он — приёмный сын хозяев постоялого двора в Нагспике, городе, в котором очень много контрабандистов. Майло живёт в «Доме из зелёного стекла», который является огромной обветшавшей усадьбой. Действия происходят во время рождественских каникул. В это время гостиница обычно пустует, поэтому Майло надеется как следует отдохнуть. Однако внезапно в первую же ночь, один за другим, в гостиницу заселяются пятеро постояльцев. Майло верит, что появление каждого из них не случайно, и их появление как-то связано с самим «Домом из зелёного стекла». Озадачивает Майло и его случайная находка — фрагмент морской навигационной карты. В один момент Майло знакомится с Мэдди, младшей дочерью кухарки. Мальчик сдруживается с Мэдди, и вместе они начинают детективную ролевую игру, цель которой — выяснить, куда ведёт эта карта, а также узнать побольше о постояльцах. Также узнаётся то, что кто-то из постояльцев проникает в комнаты других постояльцев. Поначалу ничего не пропадает, однако затем были обокраны сразу трое постояльцев, а позже ещё один постоялец пострадал от рук вора.
Расследование Майло в итоге приводит его к умозаключению, что один из постояльцев по имени Де Кари Виндж - таможенный агент. Чуть позже, за рассказом историй, Виндж подтверждает это и берёт в заложники всех постояльцев и родителей Майло. Он хочет найти последний груз Майкла «Дока Холистоуна» Уитчера, известного и ныне умершего контрабандиста, ранее владевшего этим домом. Сам Майло вместе с Мэдди успевают сбежать на чердак, где они и запираются. Майло внезапно понимает, что Эдди на самом деле призрак, и её настоящее имя — Эдди Уитчер, дочь Дока Холистоуна. Мэдди подтверждает это и рассказывает, что 34 года назад молодой Де Кари Виндж гнался за её отцом, однако последний оступился и упал со скалы. Эдди услышала это из уст самого Винджа и подалась чуть вперёд, чтобы лучше слышать его речь, однако также не удержалась и, в конечном счёте, упала и умерла. После этого Майло и Мэдди, наконец, узнают, где её отец спрятал последний груз. После неудавшейся попытки скрытно прокрасться к мистеру Винджу, Майло заключает сделку — он покажет, где находится груз, а Виндж отпустит заложников. Виндж соглашается, и Майло указывает на хрустальную люстру в виде корабля.
Оказалось, что последним грузом Холистоуна была фигурка для игры в ролевую игру, о которой Мэдди рассказала Майло в начале книги, и в которую они играли на протяжении всего романа. Майкл привёз фигурку для своей дочери Эдди. Виндж требует, чтобы Майло отдал фигурку, однако тот противится. Тогда Виндж решает пригрозить Майло пистолетом. Мэдди решает, что этого достаточно и запугивает Винджа до такого состояния, что тот сначала стреляет в Мэдди, а затем в ужасе убегает восвояси. Заложники были выпущены, Майло отдал фигурку Мэдди, и та представилась всем постояльцам. Также при ещё одном осмотре люстры оказалось, что Холистоун также спрятал эскиз витража, на котором был изображен сам контрабандист. Позже эскиз забирает один из постояльцев в университет для изучения.
После разрешения ситуации все постояльцы разъехались, и в «Доме из зелёного стекла» остались лишь Майло с семьёй и Мэдди. Последняя, сказав, что сейчас Майло захочет побыть со своей семьёй, прощается с Майло и исчезает. Майло возвращается в дом, отмечает Рождество с родителями и ложится спать.

## Критика
Книга была встречена весьма положительно. Бетси Бёрд из School Library Journal назвала роман «отличной большой книгой для тех детей, что любят читать книги, которые заставляют их чувствовать себя умными». Также Бёрд отметила, что ей нравится подбор слов, приведя как пример слова «raconteur» (рус. рассказчик) и «puissance» (рус. могущество). The Book Smugglers также положительно отозвались о романе, написав: «…это невероятно умная книга, которая никогда не смотрит свысока на её читателей. Любой, кто думает, что книги для подростков должны быть упрощенными, должен прочитать её. Это красивая, умная, иногда пугающая, часто трогательная книга» и «Я не знаю, что ещё сказать, кроме того, что мне очень понравилась книга „Дом из зелёного стекла“. Думаю, вам тоже [понравится]. Попробуйте, почему бы и нет?». Кейли Уилкс из The Mycenaean назвала роман «очень веселым и душевным», добавив, что «если вы ищете книгу для снятия стресса, „Дом из зелёного стекла“ — идеальный роман».

## Награды
| Год  | Награда                     | Категория                                                                             | Результат | Примечания |
| ---- | --------------------------- | ------------------------------------------------------------------------------------- | --------- | ---------- |
| 2014 | Национальная книжная премия | Национальная книжная премия в области литературы для молодежи                         | Номинация | [ 6 ]      |
| 2015 | Премия имени Андре Нортон   | Лучшее литературное произведение для подростков в жанрах научная фантастика и фэнтези | Номинация | [ 7 ]      |
| 2015 | Премия Эдгара Алана По      | Лучший детский роман                                                                  | Победа    | [ 4 ]      |